# Littell
Littell az Amerikai Egyesült Államok északnyugati részén, Washington állam Lewis megyéjében elhelyezkedő önkormányzat nélküli település.

## Nevezetes személyek
- James A. Wright, politikus[4]
- Roy Huggins, producer[5]

## Fordítás
- Ez a szócikk részben vagy egészben  a   Littell, Washington című angol Wikipédia-szócikk ezen változatának fordításán alapul.  Az eredeti cikk szerkesztőit annak laptörténete sorolja fel. Ez a jelzés csupán a megfogalmazás eredetét és a szerzői jogokat jelzi, nem szolgál a cikkben szereplő információk forrásmegjelöléseként.